# Osellasoma caoduroi
Osellasoma caoduroi är en mångfotingart som beskrevs av Jean-Paul Mauriès 1984. Osellasoma caoduroi ingår i släktet Osellasoma och familjen Neoatractosomatidae. Inga underarter finns listade i Catalogue of Life.